# Caldukia rubiginosa
Caldukia rubiginosa är en snäckart som beskrevs av Miller 1970. Caldukia rubiginosa ingår i släktet Caldukia och familjen Zephyrinidae. Inga underarter finns listade i Catalogue of Life.